# Бранка Циривири-Антоновска
Бранка Циривири-Антоновска (на македонска литературна норма: Бранка Циривири-Антоновска) е видна юристка от Република Македония.

## Биография
Циривири-Антоновска в 1984 година е избрана за член на Конституционния съд на Социалистическа република Македония и е първата конституционна съдийка в страната. Заема поста до 1994 година.